# Bochovice
Bochovice é uma comuna checa localizada na região de Vysočina, distrito de Třebíč.